# 坦博拉火山
坦博拉火山是印度尼西亚松巴哇岛上的一座活跃的層狀火山。坦博拉火山的海拔高度达到2850公尺，火山口直径为6–7 km，深度为600–700 m.  是印度尼西亚群岛的最高的山峰之一，在1815年4月火山活动达到顶峰。这座火山由东北部的比马县和西南部的栋普县管理。

## 爆发
1815年4月5日–12日，坦博拉火山发生了人類歷史上最大規模的火山爆發，等級為火山爆發指數7，釋放超過1000億立方公尺的物質。这次火山爆发造成了至少71,000人死亡。这次火山爆发造成全球气候异常，遠至北美洲和欧洲的气候也深受影响，1816年成为“無夏之年”。因为强大的火山喷发将影响数百万印度尼西亚人，直至今日，坦博拉火山仍被密切监测火山活动。

## 地理环境

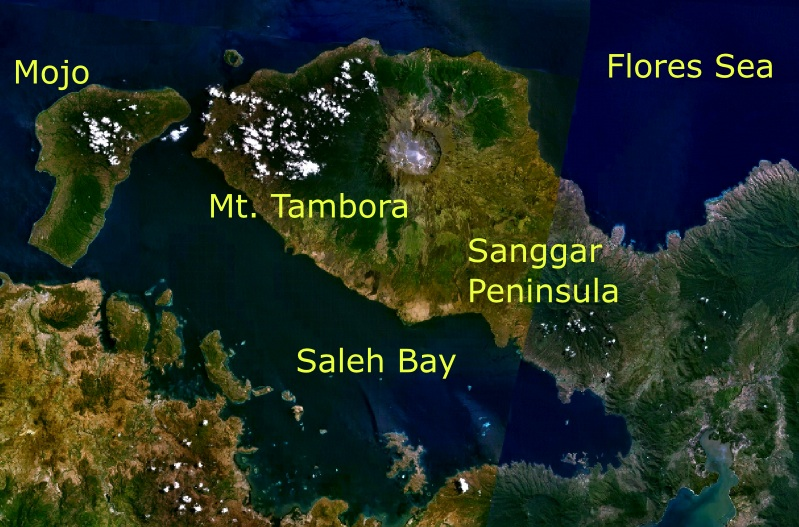
从太空看坦博拉火山及其周围

坦博拉火山位于小巽他群岛中的松巴哇岛，小巽他群岛是一列火山岛，构成印度尼西亚群岛的南部岛链。 坦博拉火山构成松巴哇岛上的一个半岛，称为Sanggar半岛。半岛的北面是弗洛勒斯海，南面是长86公里、宽36公里的Saleh湾。在Saleh湾的出口是一个小岛Mojo。
除了地震学家和火山学家在监控火山的活动，考古学家和生物学家也在坦博拉火山进行科学研究。坦博拉火山还吸引了徒步旅行的游客。距离最近的两个城市是栋普（Dompu）和Bima。山坡周围有3个村落，东面是Sanggar村，西北面是Doro Peti 和 Pesanggrahan村，西面是Calabai村。

## 监测

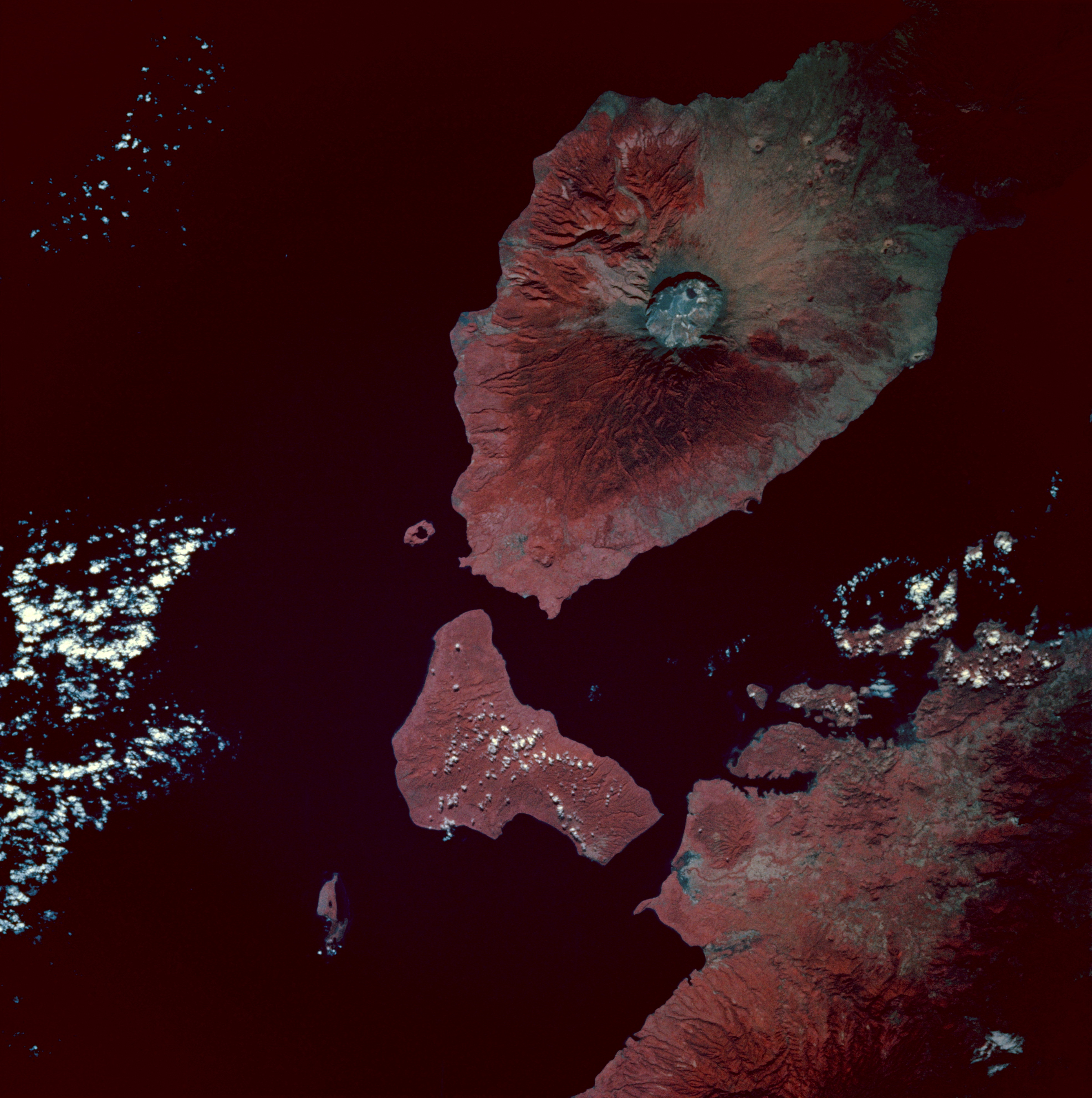
坦博拉火山的红外图像（北面是左边）

自从1815年爆发之后，印度尼西亚的人口又快速增长。2006年，印度尼西亚的人口已经达到2亿2200万 其中1亿3千万人集中于爪哇岛和巴厘岛。如果在此发生如同1815年坦博拉火山爆发那样规模的火山爆发，将会引起更为不幸的灾难。
印度尼西亚的火山活动受到火山和地质灾害减灾局持续的监测，其中也包括设立在坦博拉火山的Doro Peti村的监测站。他们通过使用地震仪专注于地震的和地质构造的活动。 自1880年喷发以来，地震活动没有显着增加。 在火山口内持续进行监测，重点是Doro Api Toi寄生火山锥。
该局为坦博拉火山创建了一个减灾地图，该地图指定了两个火山喷发区：一个危险区和一个警告区。危险区确定了直接受火山碎屑流，熔岩流或火山碎屑坠落影响的区域。它包括火山口及其周围地区，面积达58.7平方（14,500英畝），禁止居住。警告区包括可能间接受到火山泥流和其他浮石影响的土地。警告区面积为185平方（46,000英畝），包括Pasanggrahan，Doro Peti，Rao，Labuan Kenanga，Gubu Ponda，Kawindana Toi和Hoddo村庄。在该山的南部和西北部，一条名为古武(Guwu)的河流也包含在警告区内。

## 延伸阅读
- C.R. Harrington (ed.). The Year without a summer? : world climate in 1816, Ottawa : Canadian Museum of Nature, 1992. ISBN 0-660-13063-7
- Henry and Elizabeth Stommel. Volcano Weather: The Story of 1816, the Year without a Summer, Newport RI. 1983. ISBN 0-915160-71-4
- Gillen D'Arcy Wood (2014). Tambora: The Eruption That Changed the World Hardcover